# Michael Hülmbauer
Michael Hülmbauer (* 26. April 1945 in Ferschnitz) ist ein ehemaliger österreichischer Politiker (ÖVP) und Landwirt. Er war von 1983 bis 1994 Abgeordneter zum Landtag von Niederösterreich.

## Leben
Hülmbauer besuchte nach der Volksschule eine Hauptschule und absolvierte danach eine landwirtschaftliche Fachschule. Beruflich war er als Landwirt in Ferschnitz tätig. Zudem betätigte er sich zwischen 1967 und 1969 als Landesobmann des Ländlichen Fortbildungswerkes und übte von 1970 bis 1972 die Funktion des Bundesobmanns der Landjugend aus. 1971 machte er sich als Landwirt selbständig.

## Politik
1975 wurde er Bürgermeister der Gemeinde Ferschnitz. Danach war er von 1991 bis 1995 geschäftsführender Gemeinderat und übte von 1994 bis 2000 das Amt des Vizepräsidenten der Landes-Landwirtschaftskammer aus. Hülmbauer vertrat die ÖVP zwischen dem 4. November 1983 und dem 10. November 1994  im Niederösterreichischen Landtag.